# 채비
"채비"는 2017년에 개봉한 대한민국의 영화이다.

## 줄거리
일곱살 같은 서른살 아들 인규를 24시간 돌보며 살아가는 엄마 애순 씨. 애순은 앞으로 아들과 함께 할 시간이 많지 않음을 알고 자신이 떠난 후 홀로 살아갈 인규를 위해 그녀만의 특별한 체크 리스트를 작성해 나간다.

## 캐스팅
- 고두심 : 애순 역
- 김성균 : 인규 역
- 유선 : 문경 역
- 박철민 : 박 계장 역
- 김희정 : 정자 역
- 김하연 : 미솔 역
- 김영재 : 윤 목사 역
- 김정환 : 빵집복지사 역
- 김계선 : 옥례 역
- 하민 : 권 집사 역
- 권혁준 : 동근 역
- 현봉식 : 은철 역
- 연준 : 성환 역
- 박소연 : 새별 역
- 정주희 : 민지 역
- 김선화 : 학부모 1 역
- 박성연 : 학부형 1 역
- 유지연 : 학부형 2 역
- 정수연 : 학부형 3 역
- 장문규 : 국립복지사 역
- 조승연 : 사립복지사 역
- 신정윤 : 연인남 역
- 정다솔 : 연인녀 역
- 김상일 : 의사 역
- 양소민 : 젊은 애순 역
- 성인자 : 문방구주인 역
- 엄옥란 : 가판대주인 역
- 박종희 : 빵집주인 역
- 박혜영 : 창구직원 역
- 박재한 : 순경 역
- 안태영 : 어린 인규 역
- 김채린 : 어린 문경 역
- 김준성 : 고딩 1 역
- 한지호 : 고딩 2 역
- 김호중 : 고딩 3 역
- 변세영 : 디딤돌제과점 여성복지사 역
- 오영미 : 구청 여성복지사 역
- 박수용 : 덩치남자 역
- 양태열 : 배달오토바이남 역
- 홍선경 : 취객여성 역
- 최현주 : 간호사 역
- 김수진 : 디딤돌제과점 여성손님 역
- 최두룹 : 장례지도사 역
- 황복순 : 빈소안 할머니 역
- 박민관 : 빈소안 아들 역
- 오수윤 : 빈소안 딸 역
- 박전규 : 빈소안 손자역
- 권영민 : 빈소 우는남자 역
- 강해향 : 빈소 우는여자 역
- 모정민 : 영정사진 할아버지 역
- 김건중 : 인규아버지 역
- 송국진 : 한마음원정대장 역
- 정시현 : 민이 역
- 정윤우 : 물총아이 1 역
- 윤지환 : 물총아이 2 역
- 한채윤 : 물총아이 3 역
- 노영민 : 문방구아이 역
- 조율 : 놀이터아이 1 역
- 김도경 : 놀이터아이 2 역
- 김도윤 : 놀이터아이 3 역
- 박지윤 : 유치원아이 엄마 역
- 이태규 : 사진사 역
- 마현 : 구급대원 1 역
- 김남언 : 구급대원 2 역
- 박세준 : 트럭운전기사 역 (우정출연)
- 박소정 : 학부모 2 역 (우정출연)
- 이원옥 : 국립복지관 장애인 역 (우정출연)
- 신세경 : 경란 역 (특별출연)
- 이석준 : 문경애인 역 (특별출연)
- 엄홍길 : 산악인 역 (특별출연)
- 정형석 : 다큐멘터리 성우 역 (특별출연)